# Aleksandr Luchinski
Aleksandr Aleksándrovich Luchinski (en ruso: Алекса́ндр Алекса́ндрович Лучи́нский; Kiev, Imperio ruso, 10 de marzojul./ 23 de marzo de 1900greg. – Moscú, Unión Soviética, 25 de diciembre de 1990) fue un oficial militar (general del ejército) soviético que combatió durante la guerra civil rusa y la Segunda Guerra Mundial en las filas del Ejército Rojo. El 19 de abril de 1945 recibió el título de Héroe de la Unión Soviética. 
Hijo de un oficial del ejército, Luchínski fue educado en un cuerpo de cadetes y se unió al Ejército Rojo durante la guerra civil rusa. Se desempeñó como comandante de pelotón de caballería y sirvió en Asia Central durante las décadas de 1920 y 1930, ocupando puestos de mando y estado mayor. Después de regresar de una temporada en China durante la segunda guerra sino-japonesa, Luchinsky se convirtió en comandante de la 83.ª División de Fusileros de Montaña, que dirigió en la invasión anglosoviética de Irán y la batalla del Cáucaso. Estuvo al mando del 3.er Cuerpo de Fusileros de Montaña en 1943 y a principios de 1944, resultó herido en la ofensiva de Crimea. Después de recuperarse, ascendió al mando del 28.º Ejército, que dirigió en la Operación Bagration, la ofensiva de Prusia Oriental y la batalla de Berlín, fue nombrado Héroe de la Unión Soviética por su actuación durante la ofensiva de Prusia Oriental. Después del final de la guerra en Europa, comandó el 36.º Ejército en la invasión soviética de Manchuria. Después de la guerra, lideró varios comandos del ejército y de los distritos militares, terminando su carrera como primer subinspector jefe del Ministerio de Defensa de la URSS. 

## Biografía

### Infancia y juventud
Aleksandr Luchinski nació el 23 de marzo de 1900 en Kiev (Imperio ruso), hijo de un oficial del Ejército Imperial Ruso, estudió en el Cuerpo de Cadetes de Volsk desde septiembre de 1912. Durante la Primera Guerra Mundial, su padre comandó un regimiento en el Frente Sudoeste. El cuerpo de cadetes se convirtió en un gymnasium en enero de 1918 tras la Revolución de Octubre y un mes después se convirtió en internado. Ese mes, se graduó de siete grados y se marchó a vivir con su madre a Sarátov, donde en abril aprobó un examen externo para ingresar en una realschule. Continuando con su educación, en septiembre se convirtió en estudiante de la facultad de física y matemáticas de la Universidad de Saratov.
Se unió al Ejército Rojo el 15 de enero de 1919 y fue enviado al Regimiento de Trabajadores de Sarátov, luego fue transferido al 1.º Destacamento Partisano de Bujará donde combatió como miembro del Ejército Rojo en el Frente Sudeste. Desde mayo estuvo al mando de un pelotón de la compañía de comunicaciones independiente de la Brigada Sarátov, y desde agosto fue comandante de pelotón y escuadrón de caballería con la 1.ª Brigada de la 50.ª División de Fusileros «Taman». Durante este período, luchó en batallas contra las fuerzas blancas del almirante Aleksandr Kolchak cerca de Uralsk y Lbishchensk y desde septiembre contra las Fuerzas Armadas del Sur de Rusia en Tsaritsyn (actual Volvogrado). Participó en la captura de la ciudad y en la expulsión del Ejército del Don del Volga izquierdo y superior, también tomó parte en otros destacados hechos de armas como la derrota del 1.er Cuerpo de Infantería de Kuban en Peschanokopskoye y Beloglinsky, la Batalla de Yegorlykskaya y la captura de Tikhoretsk, y la derrota de las Fuerzas Armadas del Sur de Rusia en el área de Tuapsé. Desde mayo de 1920, estuvo al mando de un pelotón de la 83.ª Brigada de la 28.ª División de Fusileros, que en el mismo mes se trasladó de Derbent a Bakú. En octubre la división fue enviada a Lankaran a reprimir el bandolerismo en la región de la Transcaucasia.

### Preguerra
Después de la guerra, sirvió en el Frente de Turquestán desde enero de 1922 como soldado del Ejército Rojo con el 80.º Regimiento de Caballería de la 14.ª División de Caballería de Maikop. Se convirtió en comandante subalterno y comandante de pelotón de la misma unidad en julio, y en junio de 1923 fue trasferido al 6.º Regimiento de Caballería de la 2.ª Brigada de Caballería Independiente del Turquestán, donde sirvió como comandante de pelotón. Desde noviembre de 1924 se desempeñó como comandante de pelotón, asistente del comandante de escuadrón y jefe interino de la escuela del regimiento con el 84.º Regimiento de Caballería. Después de convertirse en ayudante del 8.º Batallón de Artillería a Caballo en noviembre de 1926, Luchinsky regresó al 84.º Regimiento de Caballería de la 8.º Brigada del Distrito Militar de Asia Central, sirviendo como intendente del regimiento, comandante de escuadrón y como jefe de la escuela del regimiento en Tashauz.
En 1927 se graduó de la Escuela Militar Combinada de Asia Central en Taskent (capital de Uzbekistán), después de lo cual luchó contra las fuerzas del líder basmachí Junaid Khan en Jiva, el 11 de septiembre de 1928, fue galardonado con la Orden de la Bandera Roja en 1929 y la Orden de la Bandera Roja del Trabajo de la RSS de Uzbekistán. Después de completar los cursos de mejora de comandantes de caballería de Novocherkask entre octubre de 1929 y junio de 1930, Luchinski regresó al regimiento como comandante de escuadrón.
En enero de 1932, sirvió como jefe de la escuela del regimiento del 83.º Regimiento de Caballería de Montaña y en mayo de 1933 se convirtió en jefe de personal del 1.er y más tarde del 2.do Regimiento de Turkmenistán. En noviembre de 1936, fue nombrado comandante del 48.º Regimiento de Caballería de Montaña, puesto en el que permaneció hasta 1937 cuando fue enviado a China como asesor. Recibió una segunda Orden de la Bandera Roja el 19 de octubre de 1938 por sus acciones. En 1938, regresó a la Unión Soviética y se convirtió en presidente de la 21.ª Comisión de Remontaje en septiembre de 1938 y jefe de la 1.ª sección del 2.º departamento del estado mayor del Distrito Militar de Asia Central en octubre de 1939. Para entonces ya había sido ascendido a coronel y comandaba el 470.º Regimiento de Fusileros de la 194.ª División de Fusileros desde mayo de 1940, y en noviembre de ese mismo año se convirtió en jefe de Estado Mayor de la 83.ª División de Fusileros de Montaña en Asjabad. En el mismo año, se graduó de la facultad de educación a distancia de la Academia Militar Frunze. En abril de 1941 se convirtió en comandante de la división.

### Segunda Guerra Mundial
Después del comienzo de la Operación Barbarroja, la división se movilizó y combatió en la invasión anglosoviética de Irán, durante la cual ocupó la ciudad iraní de Mashhad y desarmó a la 8.ª División Oriental iraní. A partir de noviembre de 1942, comandó la división durante la batalla del Cáucaso, por su valentía recibió la Orden de Lenin el 1 de abril de 1943. Además fue ascendido a mayor general el 31 de marzo de 1943. El 25 de abril, se convirtió en comandante del 3.er Cuerpo de Fusileros de Montaña del Frente del Cáucaso Norte, donde participó en la derrota de las tropas del Eje en la península de Taman. Herido en acción durante la ofensiva de Crimea el 10 de marzo de 1944, permaneció con sus tropas hasta el logro de los objetivos de su unidad antes de ser evacuado a un hospital. Después de recuperarse, volvió al mando del cuerpo el 17 de abril y fue nombrado comandante del 28.º Ejército del Primer Frente Bielorruso el 20 de mayo, seguido de su ascenso a teniente general cuatro días después.
Luchínsky dirigió el 28.º Ejército durante la operación Bagration, en la que rompió las defensas alemanas en el sector de Parichi y cruzó el río Bug Occidental cerca de Brest, luego luchó en territorio polaco. En septiembre, después del éxito de la operación, el ejército fue retirado a la Reserva del Alto Mando Supremo, para su reaprovisionamiento y reforzamiento, antes de ser transferido al Tercer Frente Bielorruso a mediados de octubre, momento en el combatió en la operación Gumbinnen. Al entrar en batalla desde el segundo escalón del frente, el ejército rompió las defensas fronterizas alemanas y capturó la ciudad de Stalluponen el 25 de octubre. A pesar de este éxito local la ofensiva se topó con una resistencia alemana extremadamente fuerte y se detuvo a los pocos días, tras haber avanzado apenas entre 50 y 100 km en el interior de Prusia Oriental a costa de grandes pérdidas.

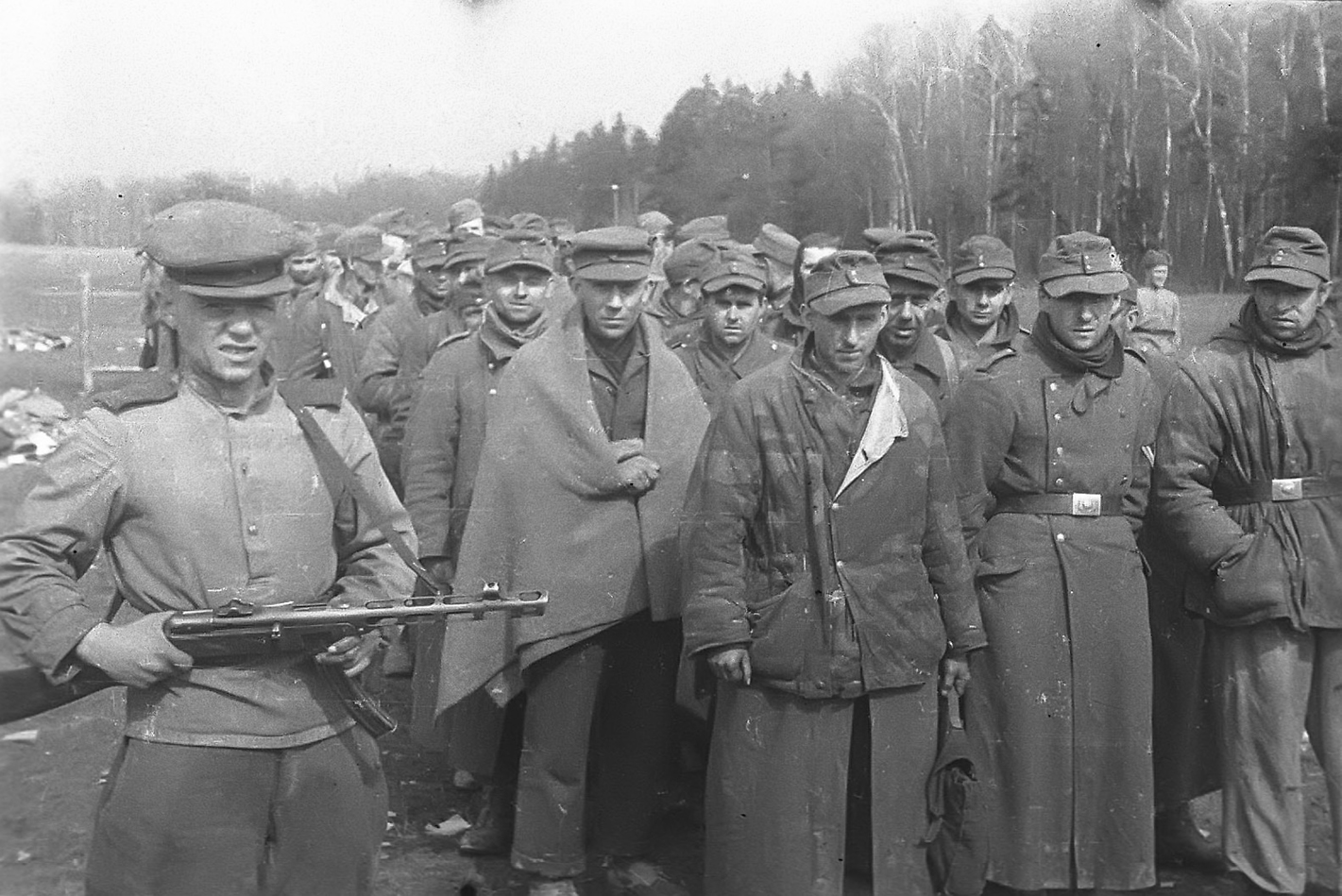
Prisioneros alemanes capturados por las tropas soviéticas después de la caída de Königsberg

Entre enero y marzo de 1945, participó en la ofensiva de Prusia Oriental, el ejército rompió las defensas alemanas y llegó a la parte central de Prusia Oriental, llegando a la costa báltica al suroeste de Königsberg y rodeando a las tropas alemanas en la ciudad. Por su liderazgo del ejército en la Ofensiva de Prusia Oriental, Luchinski recibió el título de Héroe de la Unión Soviética y la Orden de Lenin el 19 de abril. Tras la caída de Königsberg, el ejército se retiró a la Reserva del Alto Mando Supremo el 1 de abril y el 20 de abril se incorporó al Primer Frente Ucraniano, con el que puso fin a la guerra en las ofensivas de Berlín y Praga. En esta última operación, el 28, junto con el 52.º ejércitos soviéticos, atacaron desde el área de Niesky hacia Svitavy y Česká Lípa y se acercaron a Praga desde el noreste, aceptando la rendición de las tropas alemanas rodeadas. Por su «hábil mando», recibió la Orden de Suvórov de 1.er grado el 23 de julio de 1944 y el 29 de mayo de 1945 y la Orden de Kutúzov también de 1.er grado, el 16 de mayo de 1945.

Avance de las tropas soviéticas durante la Operación Tormenta de Agosto

En junio de 1945 fue enviado al Lejano Oriente para comandar el 36.º Ejército del Frente Transbaikálico (al mando del mariscal Rodión Malinovski) en la invasión soviética de Manchuria. Durante la Ofensiva Jingan-Mukden, el ejército atacó desde el área de Dauriya hacia Hailar para cubrir las acciones del principal grupo de ataque del norte. Comenzando la ofensiva en la noche del 9 de agosto, la formación del ejército capturó las regiones fortificadas de Jalainur y Manzhouli, forzó el río Argún y capturó la ciudad de Hailar. Continuando con la ofensiva, elementos del ejército bloquearon la región fortificada de Hailar mientras las fuerzas principales avanzaban más en el interior de Manchuria. Cruzando las montañas del Gran Jingan, el ejército capturó Zalantun el 17 de agosto y el 19 de agosto su tropas de vanguardia capturaron Qiqihar, después de lo cual el ejército desarmó las unidades supervivientes del ejército de Kwantung.

### Posguerra
Después del final de la guerra, fue ascendido a coronel general el 8 de septiembre, el 20 de diciembre de 1945, fue nombrado comandante del 4.º Ejército. Después de completar los Cursos Académicos Superiores en la Academia Militar del Estado Mayor de las Fuerzas Armadas de la URSS, entre febrero de 1947 y mayo de 1948, se convirtió en comandante de la 3.er Ejército de Choque del Grupo de Fuerzas Soviéticas en Alemania. Sirviendo como subcomandante en jefe del grupo desde el 11 de abril de 1949, en septiembre de ese mismo año, fue nombrado comandante del Distrito Militar de Leningrado. Cargo que ocupó hasta mayo de 1953, cuando fue transferido para comandar el Distrito Militar de Turkestán en mayo de 1953, Luchinsky, ascendido al rango de general del ejército el 8 de agosto de 1955, se convirtió en primer subinspector jefe del Ministerio de Defensa en abril de 1958, y entre el 12 de febrero y el 13 de marzo de 1959 sirvió temporalmente como inspector jefe del ministerio. Sus funciones incluían la supervisión del entrenamiento de combate de las tropas, y desde el 29 de septiembre de 1964 se desempeñó como inspector del Grupo de Inspectores Generales del Ministerio de Defensa de la URSS, un puesto de retiro para oficiales superiores. Entre enero de 1969 y el 29 de marzo de 1986, fue subjefe del grupo.
 

Aleksandr Luchinski murió el 25 de diciembre de 1990 en Moscú y fue enterrado en el cementerio Novodévichi de la capital moscovita.

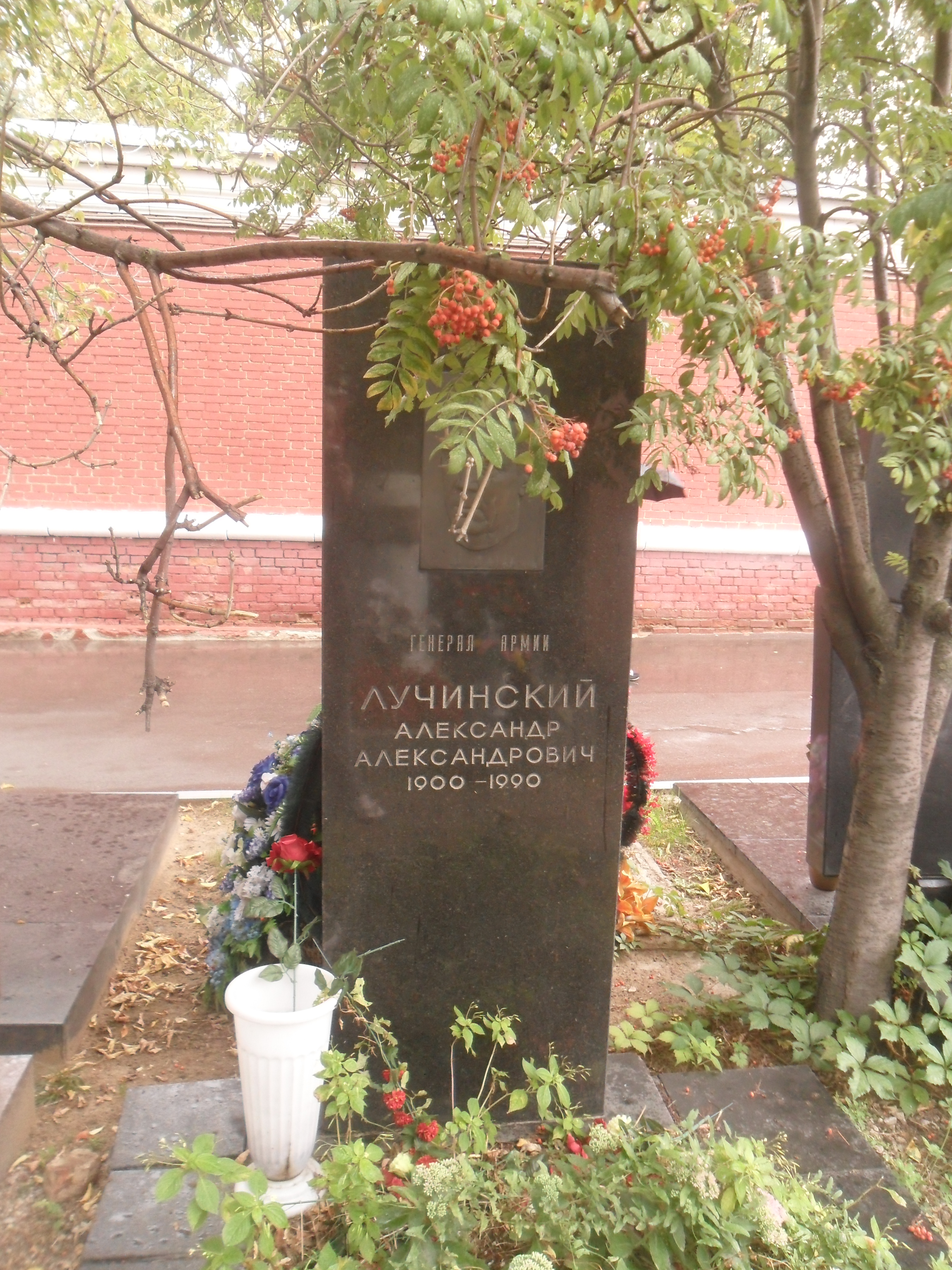
Tumba de Luchinski en el cementerio de Novodévichi en Moscú

Fue diputado de las II, III y IV convocatorias del Sóviet Supremo de la Unión Soviética y candidato a miembro del Comité Central del Partido Comunista de la Unión Soviética entre 1952 y 1961.

## Promociones
- Mayor general (31 de marzo de 1943)
- Teniente general (24 de mayo de 1944)
- Coronel general (8 de octubre de 1945)
- General del ejército (8 de agosto de 1955).[8]

## Condecoraciones
A lo largo de su extensa carrera militar Aleksandr Luchinski recibió las siguientes condecoraciones:
- Héroe de la Unión Soviética (19 de abril de 1945)
- Orden de Lenin, tres veces
- Orden de la Bandera Roja, cuatro veces
- Orden de la Guerra Patria de 1.er grado
- Orden de la Estrella Roja
- Orden de la Revolución de Octubre
- Orden de Suvórov de 1.er grado, tres veces
- Orden de Kutúzov de 1.er grado
- Orden de Suvórov de 2.do grado
- Orden del Servicio a la Patria en las Fuerzas Armadas de la URSS de 2.do y de 3.er grado
- Medalla del 20.º Aniversario del Ejército Rojo de Obreros y Campesinos
- Medalla Conmemorativa por el Centenario del Natalicio de Lenin
- Medalla por la Defensa del Cáucaso
- Medalla por la Conquista de Königsberg
- Medalla por la Conquista de Berlín
- Medalla por la Liberación de Praga
- Medalla por la Victoria sobre Alemania en la Gran Guerra Patria 1941-1945
- Medalla por la Victoria sobre Japón
- Medalla Conmemorativa del 20.º Aniversario de la Victoria en la Gran Guerra Patria de 1941-1945
- Medalla Conmemorativa del 30.º Aniversario de la Victoria en la Gran Guerra Patria de 1941-1945
- Medalla Conmemorativa del 40.º Aniversario de la Victoria en la Gran Guerra Patria de 1941-1945
- Medalla de Veterano de las Fuerzas Armadas de la URSS
- Medalla por el Fortalecimiento de la Cooperación Militar
- Medalla del 30.º Aniversario de las Fuerzas Armadas de la URSS
- Medalla del 40.º Aniversario de las Fuerzas Armadas de la URSS
- Medalla del 50.º Aniversario de las Fuerzas Armadas de la URSS
- Medalla del 60.º Aniversario de las Fuerzas Armadas de la URSS
- Medalla del 70.º Aniversario de las Fuerzas Armadas de la URSS
- Orden de Klement Gottwald por la Construcción de la Patria Socialista (Checoslovaquia)
- Orden de la Amistad de los Pueblos (Afganistán)
- Medalla de la Amistad Chino-Soviética